# The Best of Nelly
Pour les articles homonymes, voir Best of.
Albums de Nelly
6 Derrty Hits
(2008) 6 Pack
(2010)
The Best of Nelly est une compilation de Nelly, sortie le 4 février 2009 uniquement au Japon.

## Liste des titres
| No  | Titre                                                           | Durée |
| --- | --------------------------------------------------------------- | ----- |
| 1.  | Country Grammar (Hot...)                                        | 4:47  |
| 2.  | Ride wit Me (featuring City Spud)                               | 4:51  |
| 3.  | E.I.                                                            | 4:44  |
| 4.  | Hot in Herre                                                    | 3:48  |
| 5.  | Air Force Ones (featuring St. Lunatics)                         | 5:03  |
| 6.  | Dilemma (featuring Kelly Rowland)                               | 4:48  |
| 7.  | #1                                                              | 3:18  |
| 8.  | My Place (featuring Jaheim)                                     | 5:36  |
| 9.  | Over and Over (featuring Tim McGraw)                            | 4:13  |
| 10. | Tilt Ya Head Back (featuring Christina Aguilera)                | 4:13  |
| 11. | Flap Your Wings                                                 | 4:09  |
| 12. | Grillz (featuring Paul Wall)                                    | 4:39  |
| 13. | Wadsyaname                                                      | 4:06  |
| 14. | Party People (featuring Fergie)                                 | 4:02  |
| 15. | Body on Me (featuring Akon et Ashanti)                          | 3:33  |
| 16. | One & Only                                                      | 4:19  |
| 17. | Dilemma (Jermaine Dupri Remix) (featuring Kelly Rowland et Ali) | 4:39  |
| 18. | One & Only (Remix) (featuring Double)                           | 4:20  |